# Erich Deppner

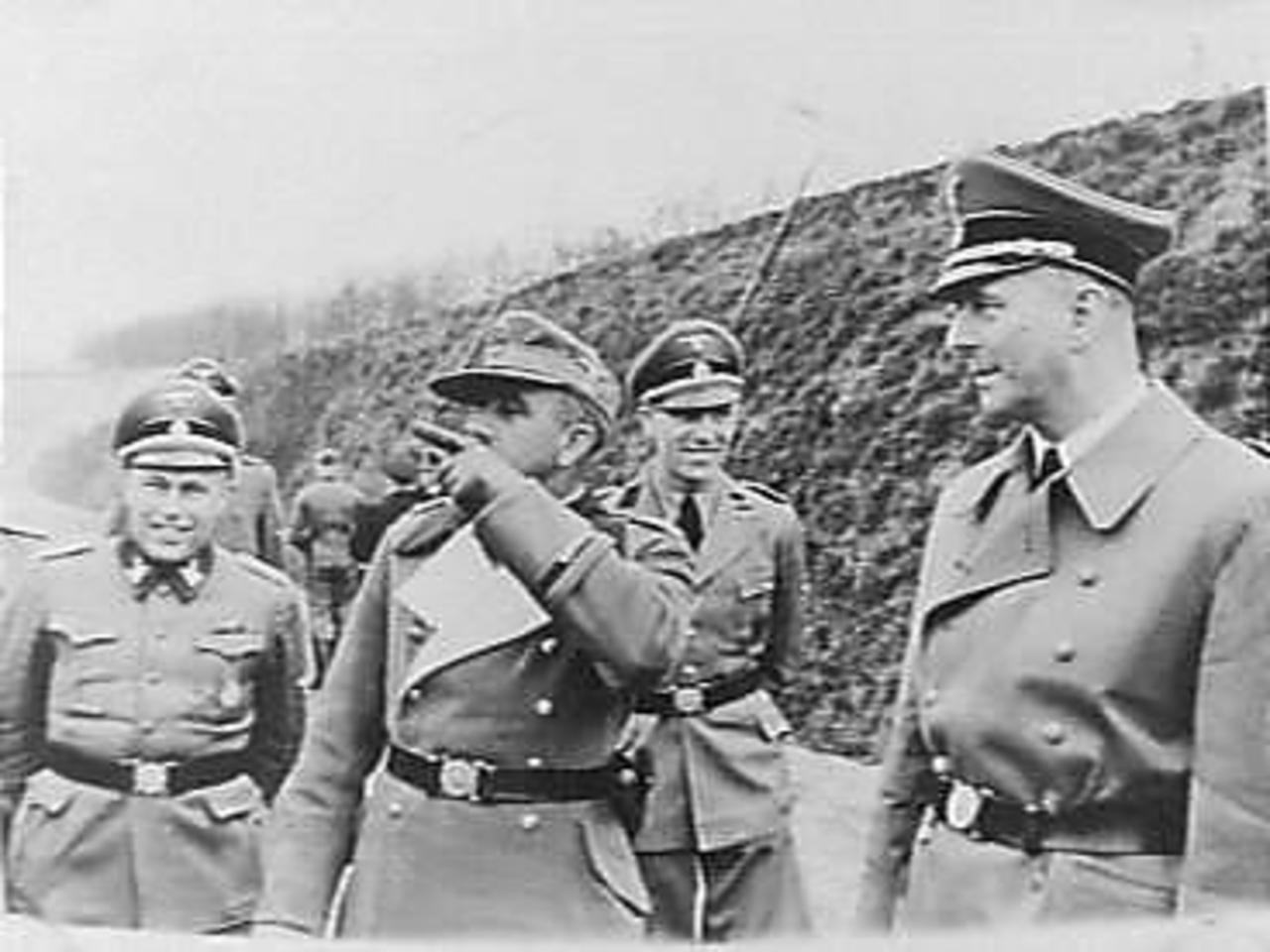
Wilhelm Harster, Karl Maria Demelhuber, Erich Deppner en Hanns Rauter, waarschijnlijk in Nederland

Erich Deppner (Neuhaldensleben, 8 augustus 1910 – Anzing, 13 december 2005) was een Duitse SS-officier en oorlogsmisdadiger. In 1944 liet hij 450 verzetsstrijders executeren (de naar hem genoemde Deppner-executies).

## Levensloop
Deppners vader was zakenman. Hij bezocht het gymnasium in Haldensleben en studeerde rechtswetenschap in Marburg, München en Halle. Hij promoveerde in 1937. Deppner was getrouwd en had vijf kinderen.

### Nazitijd
In 1932, nog tijdens zijn studietijd, werd Deppner lid van de NSDAP, in november 1933 ook van de SS. In 1938 trad hij toe tot de SD, waar hij na een opleiding, vanaf voorjaar 1940 chef werd van het plaatselijke Referat III C 1, belast met voedselvraagstukken.

### Carrière in bezet Nederland
Kort na de Duitse bezetting van Nederland werd Erich Deppner eind mei 1940 overgeplaatst naar de Nederlandse Einsatzgruppe van de SiPo/SD. Vanaf juli 1940 werd deze omgevormd tot een afdeling van de BdS in Den Haag. Deppner maakte ondertussen promotie tot SS-Sturmbannführer (30 januari 1941) en werd hoofd van de afdeling Gegnerbekämpfung (contraspionage). In die functie was hij adviseur en directe ondergeschikte van de Befehlshaber der Sicherheitspolizei, in eerste instantie Wilhelm Harster, daarna Erich Naumann en Karl Eberhard Schöngarth.
Als bestrijder van het Nederlands verzet was hij derhalve vrijwel de gehele oorlog in functie en dirigeerde de landelijke opsporing van verzetsmensen vanuit zijn kantoor. Als zodanig was hij een naaste collega van Willy Lages die hetzelfde deed in de regio Amsterdam. Bij bepaalde operaties viel hij onder direct gezag van Hanns Albin Rauter.

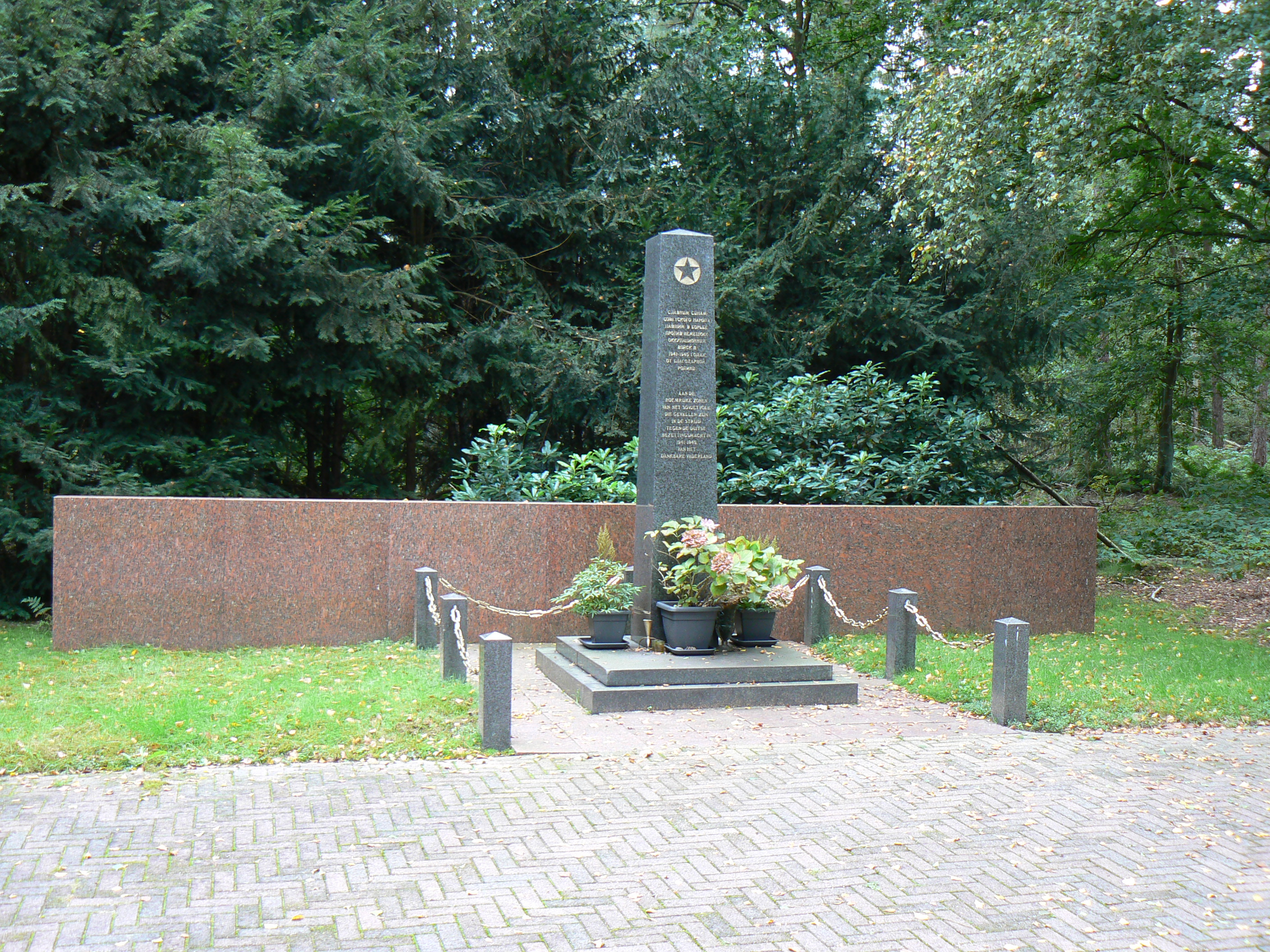
Het Russische oorlogsmonument nabij Amersfoort

Rauter belastte hem begin april 1942 met de opdracht in Kamp Amersfoort Russische krijgsgevangenen te laten executeren. Reeds de volgende dag stelde Deppner een executiepeloton samen in aanwezigheid van kampcommandant Karl Peter Berg, waaraan in ieder geval ook Karl Friendrich Titho deelnam. De groep van oorspronkelijk 101 gevangenen bestond in hoofdzaak uit Oezbeken, die op 27 september 1941 het kamp waren binnengebracht. Ze werden er zodanig verwaarloosd, dat er begin april nog hooguit 77 in leven waren. De groep moest waarschijnlijk dienen als voorbeeld van Untermenschen, maar dat had geen effect op de plaatselijke bevolking. De opdracht van Rauter hield een vergeldingsactie in voor de executie van Duitse krijgsgevangenen aan Russische zijde; dit is echter nooit bewezen. De gevangenen werden even buiten Amersfoort geëxecuteerd. Deppner inspecteerde de dood van de gevangenen en gaf in enkele gevallen persoonlijk een nekschot.
Van juli tot augustus 1942 was Deppner de eerste Duitse commandant van Kamp Westerbork, van waaruit Nederlandse Joden naar Duitse vernietigingskampen zouden worden getransporteerd. Deppner was verantwoordelijk voor het eerste transport van Joden naar Auschwitz-Birkenau. Bij deze operatie kwam het tot een oproer, daar Deppner kinderen zonder hun ouders en pas aangekomen vrouwen op transport stuurde, om het voorgeschreven aantal van duizend personen te halen. Deppner werd hierna vervangen, hoewel hij door SS-baas Himmler persoonlijk werd gecomplimenteerd met zijn 'goede' werk.

### Kamp Vught
Na de landing van de geallieerden in Normandië en de doorbraak naar Parijs en Brussel, brachten de Duitsers ijlings 1500 gevangenen van de gevangenis van Scheveningen over naar kamp Vught. Daar werden de gevangenen, hoofdzakelijk uit het verzet, in de zogeheten bunker ondergebracht, waaruit ontsnappen vrijwel onmogelijk was. Eind juli of begin augustus 1944, werd Deppner naar kamp Vught gestuurd met de speciale opdracht om Hitlers zogeheten Niedermachungsbefehl van 30 juli 1944 uit te voeren - het bevel om "terroristen en saboteurs" zo nodig onmiddellijk dood te schieten. Dit liet echter de vraag open, of reeds gearresteerden die nog niet waren berecht, ook onder dat bevel vielen. Deppner was in tegenstelling tot zijn chef Schöngarth, zeer bekend met het Nederlandse verzet; hij was het dus die de lijsten opstelde. Eind augustus en begin september werden 450 personen, voornamelijk uit de top van het verzet, op last van Deppner terechtgesteld.

## Na de oorlog
Begin 1945 werd Deppner teruggeroepen naar Berlijn; na de inname van Berlijn door de Russische troepen kwam hij in Russische krijgsgevangenschap. In 1950 werd hij vrijgelaten. Weer in Duitsland werkte hij voor de Organisation Gehlen, een door Amerikanen gedomineerde inlichtingendienst en later voor de Bundesnachrichtendienst. Zijn verleden was zijn werkgevers bekend. Vanuit Nederland werden er ongeveer twintig pogingen gedaan, Deppner voor het gerecht te krijgen wegens oorlogsmisdaden, maar alle verzoeken werden afgewezen (zie ook Duitse oorlogsmisdadigers actief in Nederland). In 1964 werd Deppner voor het Münchense hof aangeklaagd voor de moord op de Russische krijgsgevangenen, maar hij werd – ook in hoger beroep – vrijgesproken.
Hij overleed in december 2005 op 95-jarige leeftijd.